# Coracina caeruleogrisea
A Coracina caeruleogrisea a madarak osztályának verébalakúak (Passeriformes) rendjébe és a tüskésfarúfélék (Campephagidae) családjába tartozó faj.

## Rendszerezése
A fajt George Robert Gray angol zoológus és ornitológus írta le 1858-ban, a Campephaga nembe Campephaga caeruleogrisea néven.

## Alfajai
- Coracina caeruleogrisea adamsoni Mayr & Rand, 1936
- Coracina caeruleogrisea caeruleogrisea (G. R. Gray, 1858)
- Coracina caeruleogrisea strenua (Schlegel, 1871)[2]

## Előfordulása
Az Aru-szigeteken és Új-Guinea szigetén, Indonézia és Pápua Új-Guinea területén honos. Természetes élőhelyei a szubtrópusi vagy trópusi síkvidéki és hegyi esőerdők, valamint másodlagos erdők. Állandó, nem vonuló faj.

## Megjelenése
Testhossza 37 centiméter, testtömege 116-170 gramm.

## Természetvédelmi helyzete
Az elterjedési területe nagyon nagy, egyedszáma pedig stabil. A Természetvédelmi Világszövetség Vörös listáján nem fenyegetett fajként szerepel.